# Frank Merriam
Frank Finley Merriam (Hopkinton, 22 dicembre 1865 – Long Beach, 25 aprile 1955) è stato un politico statunitense.
È stato il governatore della California dal giugno 1934 al gennaio 1939. Rappresentante del Partito Repubblicano, è stato inoltre vice-governatore della California dal gennaio 1931 al giugno 1934 con James Rolph alla guida dello Stato.

## Nella cultura di massa
- Il racconto della sua candidatura a governatore della California è presente nel film Netflix Mank (2020) di David Fincher.
- Frank Merriam è uno dei leader politici presenti nella modalità Kaiserreich del videogioco Hearts of Iron IV. Egli, dopo lo scoppio della Seconda Guerra Civile Americana, per una serie di tensioni separerà la California da lui governata e gli "Stati del Pacifico", ponendovisi alla guida.